# Distretto di Ekinözü
Il distretto di Ekinözü (in turco Ekinözü ilçesi) è uno dei distretti della provincia di Kahramanmaraş, in Turchia.